# قالی کاشمر

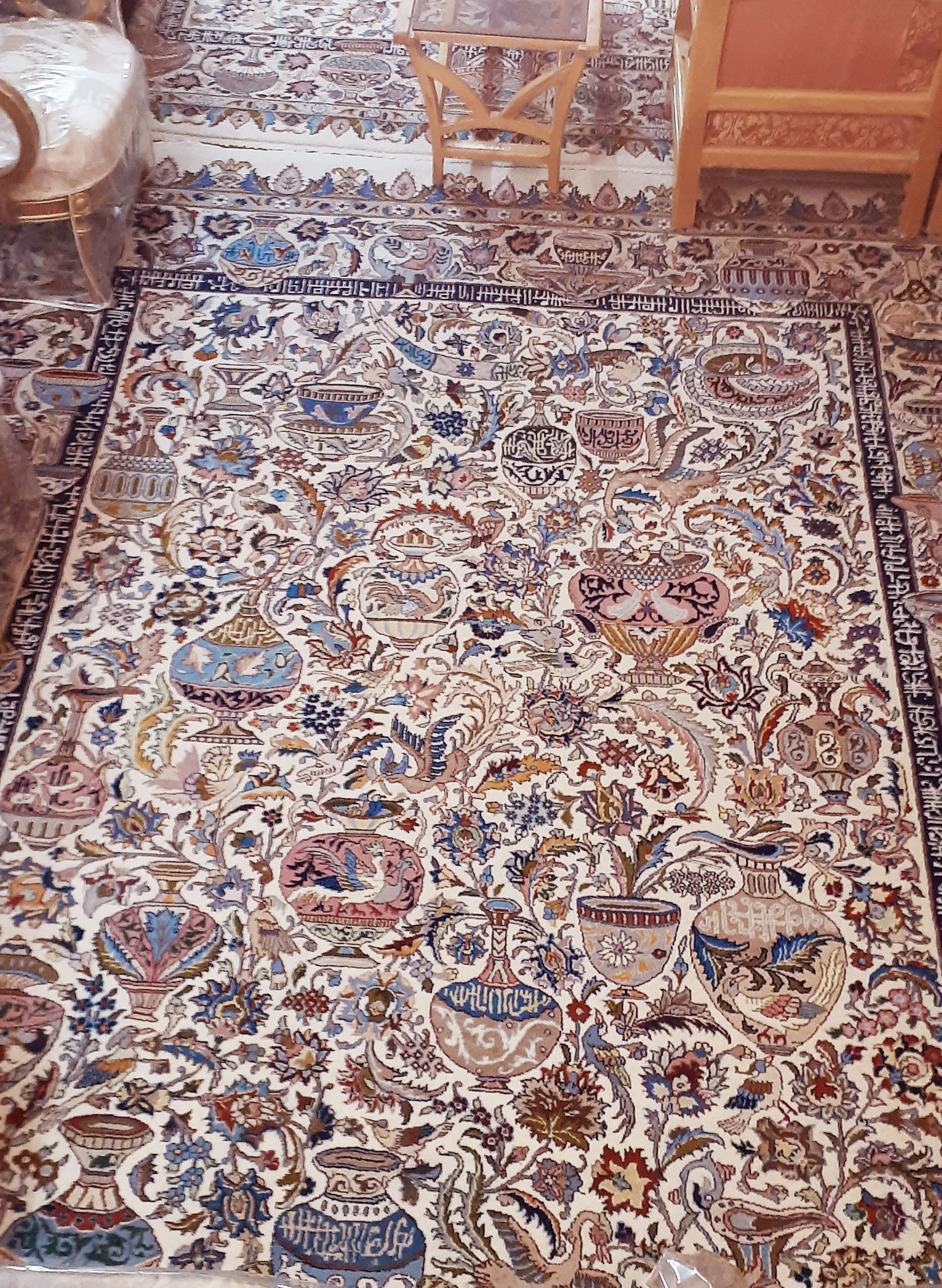
قالی کاشمر

قالی کاشمر گونه‌ای قالی ایرانی است که در کاشمر تولید می‌شود.

## وضعیت کنونی
از جمعیت ۱۶۰ هزار نفری کاشمر، حدود ۲۰ هزار نفر به‌طور مستقیم در صنعت فرش مشغول به کار هستند. در گذشته، ۸۰ درصد بافندگان را مردان تشکیل می‌دادند اما اکنون میزان حضور بانوان نیز رو به افزایش است. مدتی است صنعت فرش کاشمر دچار رکود شده است.
قرار است ثبت داخلی و سپس ثبت جهانی نشان جغرافیایی مناطق فرش ایران در مراجع داخلی و مؤسسات بین‌المللی انجام شود.